# Andrzej Grabowski (malarz)
Andrzej Bronisław Grabowski (ur. 19 listopada 1833 w Zwierzyńcu, zm. 2 września 1886 we Lwowie) – polski malarz.

## Życiorys
Studiował w latach 1849–1855 w Szkole Sztuk Pięknych w Krakowie u Wojciecha Stattlera i Władysława Łuszczkiewicza. Na studiach zaprzyjaźnił się z Arturem Grottgerem. Od roku 1860 studiował na akademii wiedeńskiej u Carla Wurzingera, później w Paryżu i w akademii monachijskiej. W roku 1866 zamieszkał we Lwowie. W 1877 staraniem Jana Matejki został profesorem krakowskiej Szkoły Sztuk Pięknych.
Malował obrazy rodzajowe i historyczne, portrety arystokracji i współczesnych mu ludzi. Jego portrety olejne są pełne wyrazu i dobrej charakterystyki. Najważniejsze z nich znajdują się w muzeach: we Lwowie (portret doktora Smolki), w Krakowie (autoportret i 2 in.), w rapperswylskich zbiorach (portret braci Kozakiewiczów i in.). Znany też jest portret księcia Adama Stefana Sapiehy. Sportretował także: Kornela Ujejskiego, Stanisława Tarnowskiego i Antoniego Kurzawę. Obok malarstwa portretowego dużą część jego twórczości stanowią prace o tematyce społecznej: Żebrzący chłopiec (1859), Pożegnanie (1859), Wieśniaczka z dzieckiem (1862) czy Stary Cygan (1865).
Jego młodszy brat Wojciech Grabowski był także malarzem.

## Galeria

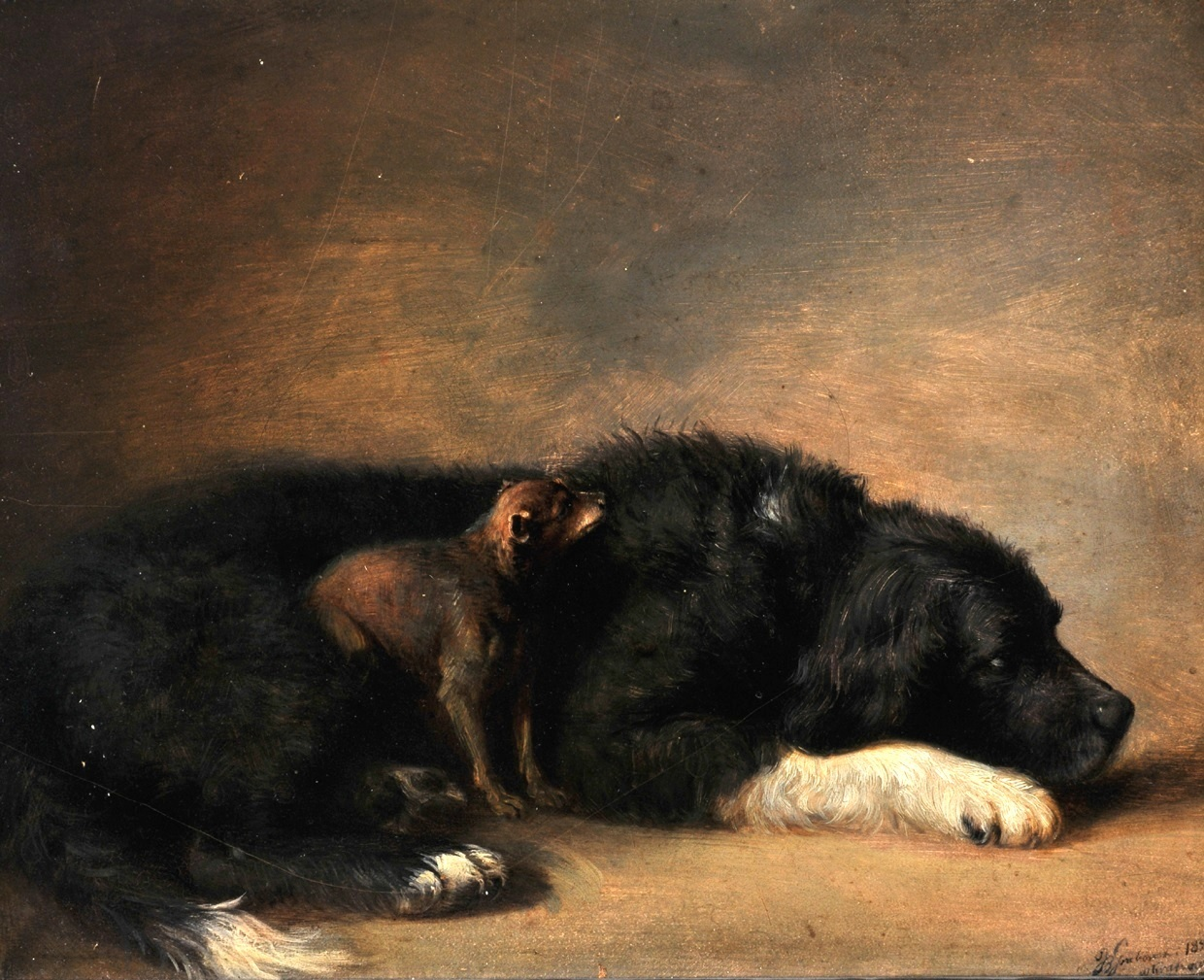
Pieski z 1850 r. Muzeum Katolickiego Uniwersytetu Lubelskiego Jana Pawła II
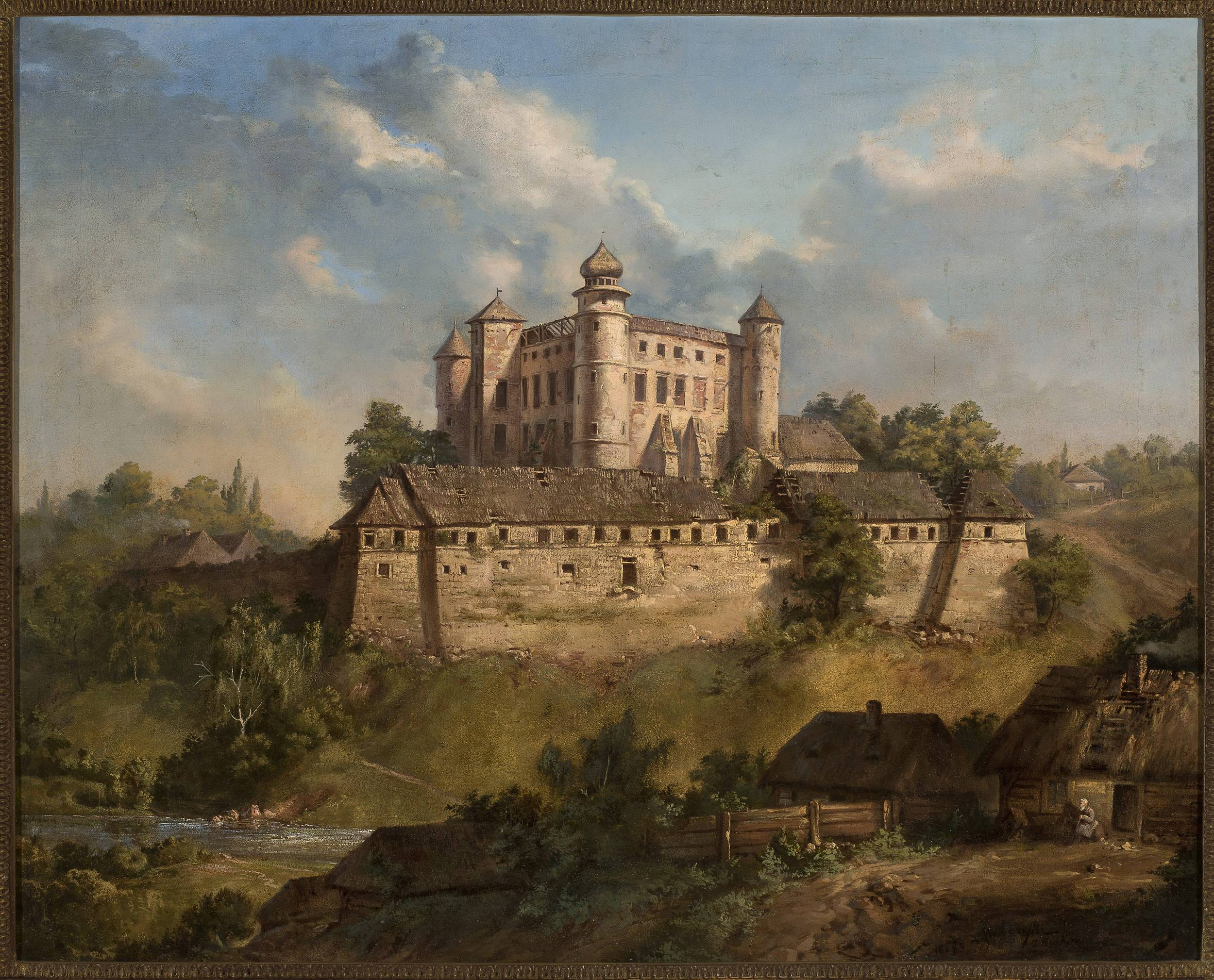
Zamek w Wiśniczu z 1857 r. Muzeum Narodowe w Warszawie
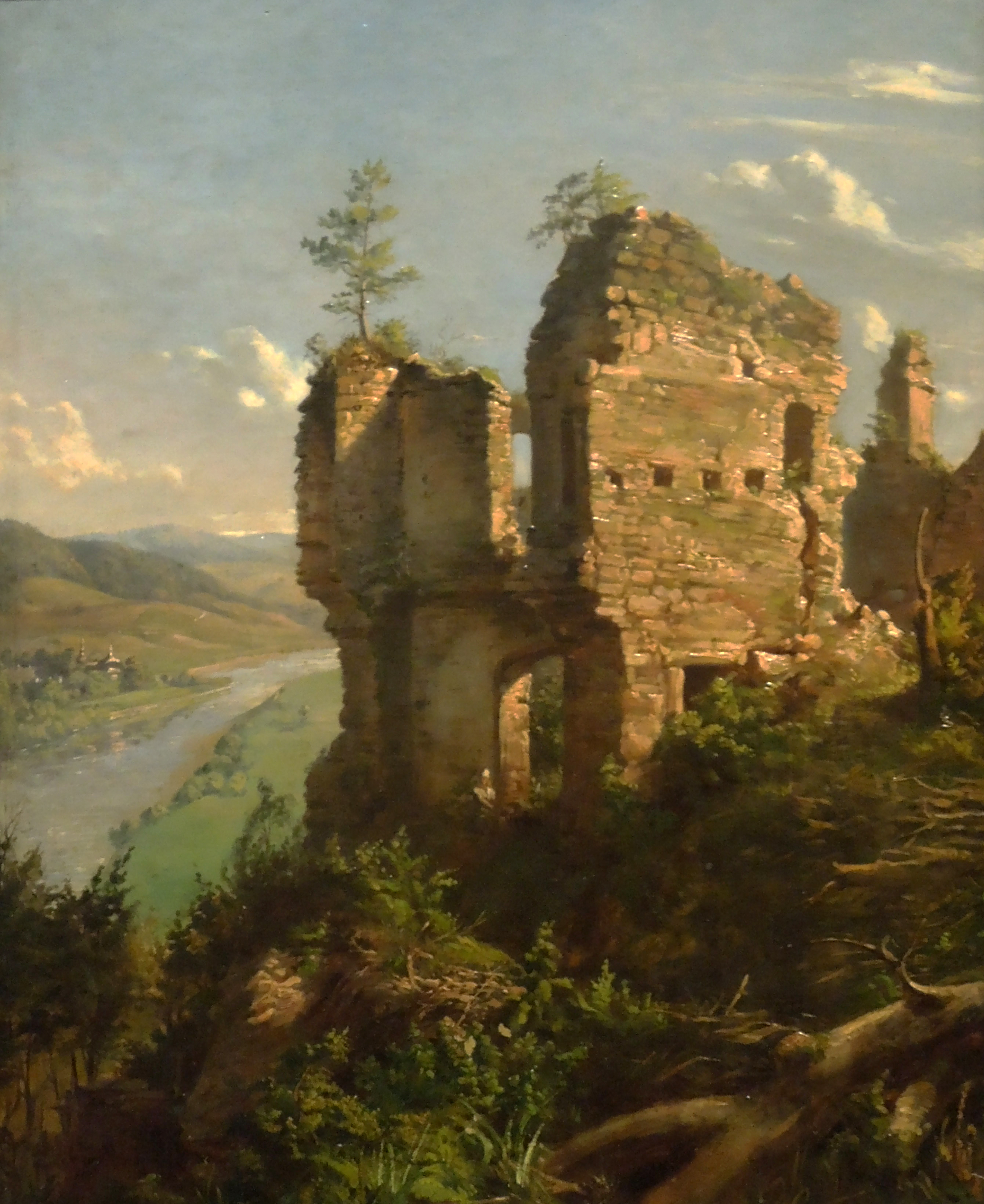
Ruiny zamku w Sobieniu z 1859 r. Muzeum Narodowe w Krakowie
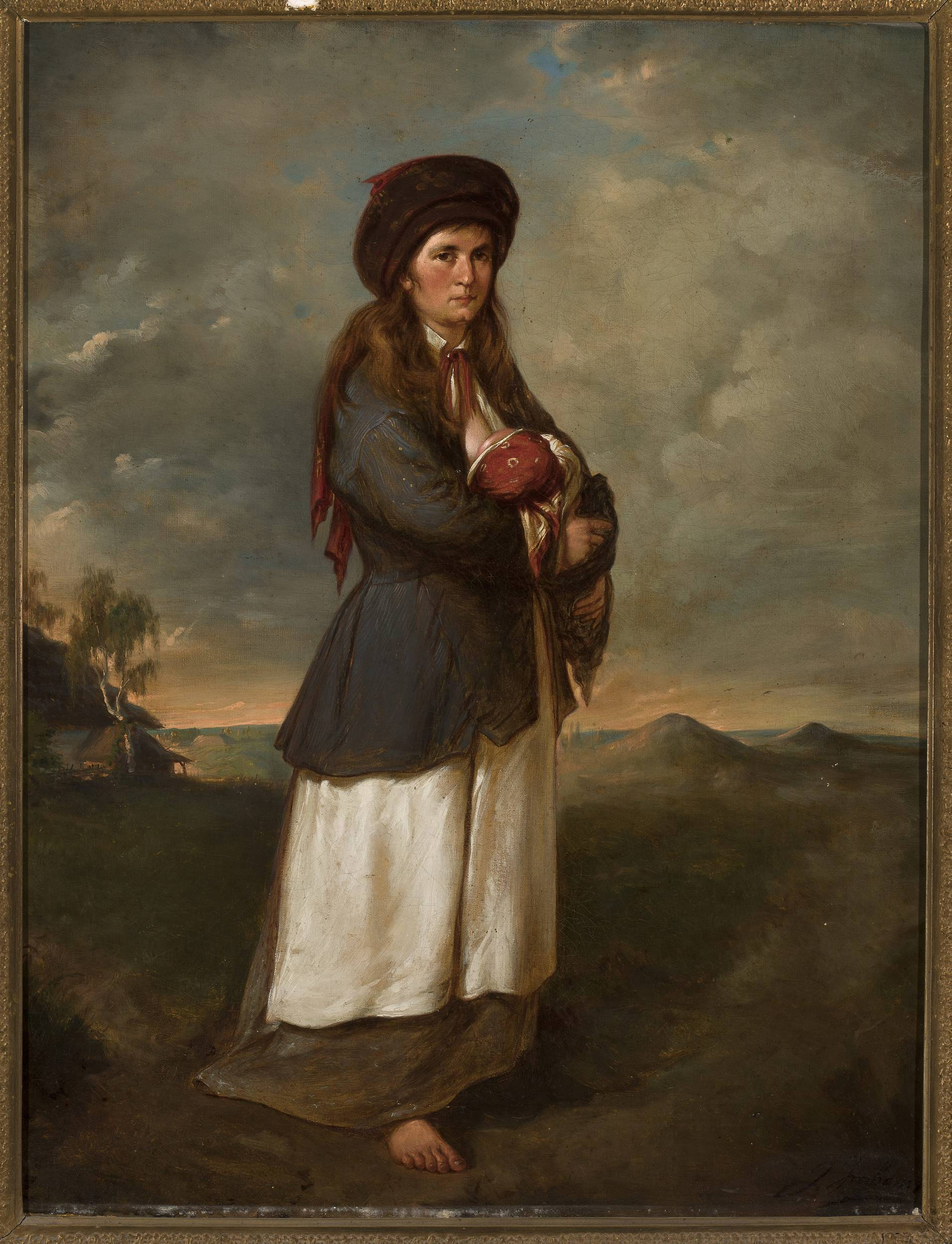
Kobieta z dzieckiem na tle pejzażu z około 1862 r. Muzeum Narodowe w Warszawie
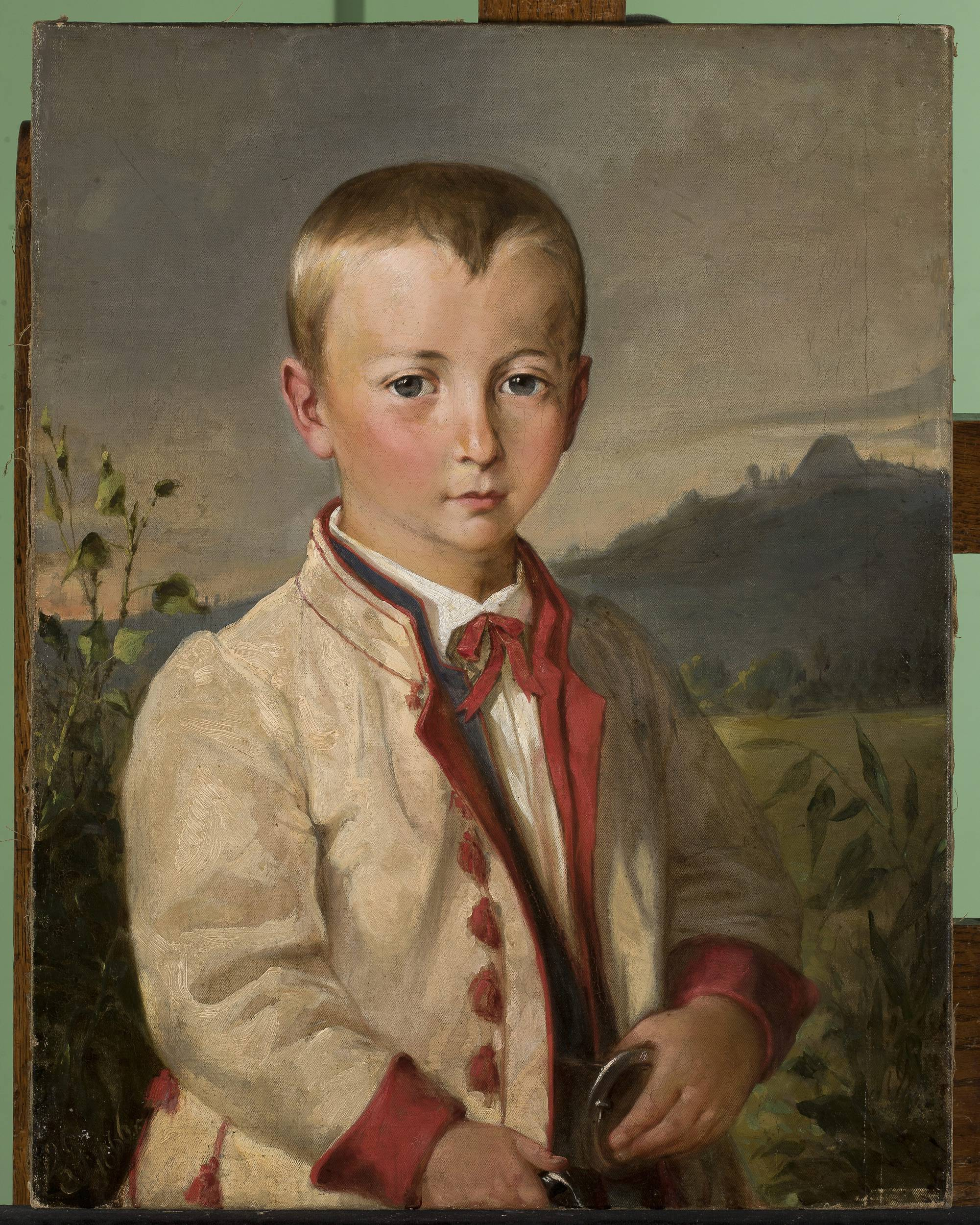
Chłopiec na tle krajobrazu z 1866 r. Muzeum Narodowe w Warszawie
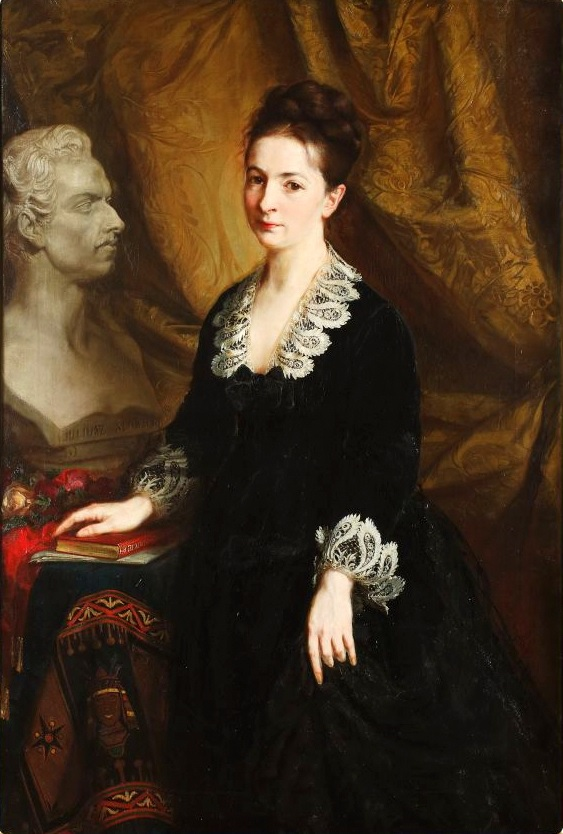
Portret Antoniny Hoffmann z 1875 r. Muzeum Historyczne Miasta Krakowa